# D-chiro-inositolo
Il D-chiro-inositolo (comunemente abbreviato DCI) è un membro di una famiglia di sostanze tra loro correlate, spesso denominate collettivamente inositolo, anche se questo termine racchiude diversi isomeri di diversa rilevanza biologica. Esso è conosciuto come un importante messaggero secondario del segnale di trasduzione dell'insulina.
Il DCI sembra avere notevoli effetti benefici sulla sindrome dell'ovaio policistico dove mostra un ruolo eziologico.
In studi in doppio cieco, in donne con PCOS che hanno ricevuto il DCI, esso mostra vantaggi statisticamente significativi rispetto al gruppo di controllo. Esso infatti, abbassa il testosterone libero e totale, abbassa la pressione sanguigna, aumenta la sensibilità insulinica e determina un corrispondente miglioramento del metabolismo del glucosio, e inoltre determina un aumento della frequenza di ovulazione.
Un nuovo aspetto molto promettente del DCI è il suo ruolo nella fisiopatologia della preeclampsia, una complicanza della gravidanza umana che è caratterizzata da ipertensione e proteinuria insorte nella seconda metà della gestazione. Il primo riscontro di elevati livelli di DCI (chiamato anche inositolo fosfoglicano di tipo P, P-IPG, per motivi prettamente laboratoristici di estrazione) sono stati riportati nel 2000. Successivi multipli studi del gruppo di Thomas W Rademacher e Marco Scioscia hanno ulteriormente ampliato le conoscenze in merito al ruolo del DCI nella preeclampsia e la sua correlazione con la sindrome metabolica ed insulino resistenza della gravidanza preeclamptica.